# 長い間
「長い間」（ながいあいだ）は、Kiroroのメジャーデビュー・シングル。1998年1月21日発売。発売元はビクターエンタテインメント。

## 解説
当初1996年11月21日にインディーズシングルとして発売され、インディーズ盤は沖縄県内で1万枚を売り上げた。
メジャーデビューするに当たり、収録曲などを変更して発売された。
1997年11月に大阪有線放送（USEN）では全国ランキング173位にランクインされ、1998年2月にトップ10入り、3月にはトップ3入りしている。
オリコンシングルチャートでの初登場は27位だったが、有線放送やラジオ番組などで多くのリクエストを集め、登場9週目にデビューシングルにしてオリコン1位を獲得した。
その後もロングセラーを続け、登場17週目に同社集計によるミリオンセラーを達成、累計売上120.6万枚の大ヒットとなり、出荷枚数は1998年7月10日時点で140万枚に達した。
1999年春には、第71回選抜高等学校野球大会の入場行進曲に選ばれた。3月25日の開会式には、Kiroroの2人も揃ってゲスト出演している。さらに同大会において、奇しくもKiroroの出身地である沖縄県の沖縄尚学高等学校が初優勝を果たし、また春夏通じて初めて沖縄県勢による、甲子園大会の全国制覇と成った。
1999年末の『第50回NHK紅白歌合戦』へ出場（2年連続2回目）した際に、当楽曲を歌唱披露した。
『ayu ready?』に出演した際、司会の浜崎あゆみとコラボレーションで歌っている。
その他、小・中学校の運動会などでは、駆け足時の曲としても使用されている。

## 収録曲
作詞・作曲：玉城千春　編曲：重実徹
1. 長い間
2. 3人の写真
3. 長い間（オリジナル・カラオケ）
4. 3人の写真（オリジナル・カラオケ）

## カバー
- 1998年、劉若英（アルバム『很愛很愛你』、中国語でのカバー）
- 2002年、松浦亜弥（アルバム『FOLK SONGS 2』）
- 2002年、SMOOTH ACE（カバー・アルバム『Smooth Le Gout Avec Piano』）
- 2007年、SISTER KAYA[5]（アルバム『たからもの3』）
- 2007年、リチャード・クレイダーマン（アルバム『The World's Most Popular Pianist Plays Far Eastern Favorites』に収録された『Loving You More And More 'Nagai Aida'』として）
- 2009年、島谷ひとみ（アルバム『BEST & COVERS』）
- 2009年、スコット・マーフィー（アルバム『Guilty Pleasures LOVE』）
- 2010年、夏川りみ（アルバム『歌さがし ～アジアの風～』）
- 2010年、cargo×seira（アルバム『FLOWER SHOWER』、英語でのカバー）
- 2011年、ビビアン・スー（アルバム『Natural Beauty』）
- 2013年、土佐拓也（コンピレーション・カバーアルバム『On/Off ～ハートフルボイス～』に収録）[6]
- 2014年、Ms.OOJA（アルバム『WOMAN 2 〜Love Song Covers〜』）
- 2015年、中森明菜（アルバム『歌姫4 -My Eggs Benedict-』）
- 2023年、百田夏菜子（アルバム『赤ちゃんに乾杯!』)